# Ponte Krasnoflotskij
Il ponte Krasnoflotskij è un ponte pedonale, realizzato su un fascio di condotte termiche, sul fiume Moika nel distretto Admiraltejskij di San Pietroburgo, che collega l'isola Kazanskij e la seconda isola dell'Ammiragliato.

## Posizione
Si trova lungo l'argine orientale del Canale di Kryukov tra i numeri 2 e 4. Forma un insieme con il vicino ponte Matveev sul canale di Kryukov. Accanto al ponte si trovano il complesso New Holland e l'edificio della caserma navale di Kryukov Museo navale centrale).
A monte c'è il ponte Poceluev a valle il ponte Chrapovickij.
Le stazioni della metropolitana più vicine sono Sadovaja, Sennaja Ploščad', Spasskaja.

## Nome
Il ponte, che esistette dal 1870 al 1930, non ebbe un nome per molto tempo. Nel 1915 si chiamava Pontonnij, ma anche Staro-Konochnij. Nel 1960 il ponte pedonale fu chiamato Krasnoflotskij, dalla vicina caserma navale, in cui vivevano i marinai della Marina sovietica, la "Marina Rossa", negli anni 1920 e 1930.

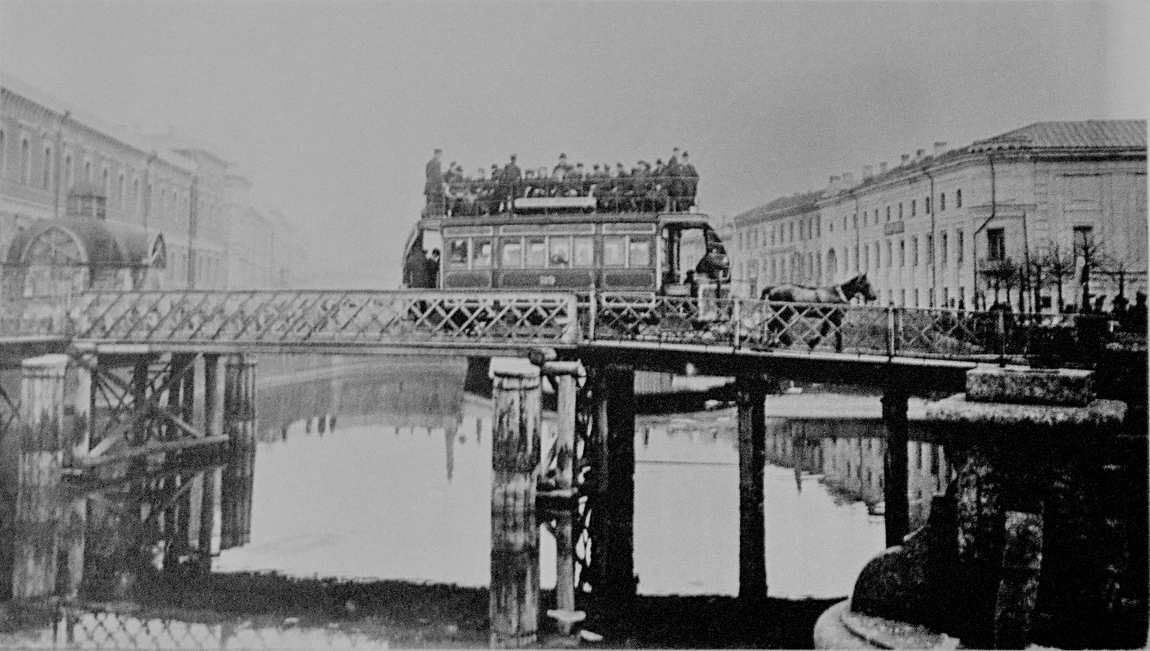
Ponte Konochnij, 1880-1900

## Storia
Nel 1876 in questo sito fu costruito un ponte su pali a vite in ghisa. La struttura, a campata unica, era costituita da capriate in ferro. Il ponte era destinato al tram trainato da cavalli, mentre il traffico pedonale era vietato. Negli anni 1910, dopo che una linea tramviaria fu posata lungo il vicino ponte Poceluev, perse il suo significato di trasporto e venne smontato negli anni 1930.
Il ponte esistente è stato costruito nel 1959-1960 per il trasferimento dei tubi di riscaldamento attraverso la Mojka. Il progetto del ponte è stato elaborato per ordine della rete di riscaldamento Lenenergo presso l'Istituto Lengiproinzhproekt dall'ingegnere A.A. Kulikov e dall'architetto L.A. Noskov. Nel 2015 le traverse del ponte sono state riparate.

## Disegno
Ponte metallico a campata unica. La sovrastruttura saldata è costituita da due travi con una corda inferiore curva. Queste travi sono collegate da traversine, quelle inferiori delle quali fungono da supporto per la tubazione. Dall'alto la sovrastruttura è rivestita con lastre prefabbricate in cemento armato, rivestito in granito, e le spalle vengono spinte nel canale. Il ponte è lungo 29,8 metri e largo 2,8. La luce stimata è di 24,6 metri.
La copertura stradale del ponte è in cemento asfaltato e la ringhiera in metallo molto semplice. Le sezioni esterne della ringhiera sono incorporate nei piedistalli in granito delle spalle. Agli ingressi del ponte, su piedistalli in granito, sono collocate quattro lampade da terra in metallo fuso artistico con lanterne, stilizzate come la decorazione dei ponti della prima metà dell'Ottocento.